# Монтериджони
Монтериджо̀ни (на италиански: Monteriggioni) е градче и община в централна Италия, провинция Сиена, регион Тоскана. Разположено е на 200 m надморска височина. Населението на общината е 9165 души (към 2010 г.).
Монтериджони е известно заради своята стара част, с добре запазени средновековни стени, които изцяло заграждат старото село.